# 神戸市立竜が台中学校
神戸市立竜が台中学校（こうべしりつりゅうがだいちゅうがっこう）は、兵庫県神戸市須磨区にある公立中学校。通称、「竜中」と呼ばれている。

## 校訓
- 自律
- 共生
- 創造
- 奉仕

## 教育努力目標
- 考えて行動する生徒の育成
- 自ら学ぶ生徒の育成
- 豊かな心をもつ生徒の育成
- 教育環境の整備

## 生徒信条
- 強く・・・苦しさにも耐える強いこころと身体
- 正しく・・・よく考えて正しい行動
- 仲良く・・・みんなで協力しあえる仲間
- 豊かに・・・いたわり感謝しあう心

## 部活動

### 運動部
- 野球部
- サッカー部
- 男子卓球部
- 女子ソフトテニス部
- 女子バレーボール部

### 文化部
- 吹奏楽部
- 美術部
- LCC部

## 制服
- 男子　
  - 冬服は標準的な学生服上下である。
  - 夏服はカッターシャツ、スラックスである。
- 女子　
  - 冬服はブレザー、ベスト、ブラウス、吊りスカートである。
  - 夏服はブラウス、吊りスカートである。

## 通学区域が隣接している学校
- 神戸市立高倉中学校
- 神戸市立友が丘中学校
- 神戸市立東落合中学校
- 神戸市立西落合中学校
- 神戸市立太山寺中学校
- 神戸市立福田中学校
- 神戸市立桃山台中学校